# Pierre Dumas (homme politique, 1750-1838)
Pour les articles homonymes, voir Pierre Dumas et Dumas.
Pierre Dumas, né le 24 juin 1750 à Limoges (Haute-Vienne) et mort le 18 août 1838 à Saint-Léonard-de-Noblat (Haute-Vienne), est un homme politique français.

## Détail des fonctions et des mandats
Mandats parlementaires
- 4 mai 1811 - 4 juin 1814 : Député de la Haute-Vienne
- 4 juin 1814 - 20 mars 1815 : Député de la Haute-Vienne
- 17 mai 1815 - 13 juillet 1815 : Député de la Haute-Vienne